# 学級文庫
学級文庫（がっきゅうぶんこ）は、各教室において学生、生徒、児童の読書習慣の確立と促進のためにまとめられた蔵書である。また特定の学年を対象にした内容で短時間で読み切れるよう構成された児童図書も指す。

## 概要
学級文庫の目的は、図書室まで足を運ばなくとも身近に本がある環境を作り出すことである。 明治42年（1909年）に島根県の尋常小学校に学級文庫が存在し100年近い歴史がある。近年は1988年に東葉高等学校で始まり全国的に広がった「朝の読書」の時間に利用されることも多い。学級担任が全体管理をし、担任の監督のもと図書委員や学級文庫係が図書業務を行うこともある。
日本は先進国G7の中で人口に対する公立図書館数が最低である（10万人当たり2.21館。上位3位はドイツ14.78館、カナダ12.04館、イギリス7.88館）。その上、日本は図書館が都市部に集中しており、公立図書館のある町は50%以下、村はわずか17.6%である。
文部科学省は、2005年の中央教育審議会の第三期教育課程部会においても、国語力の育成には「大量に美しい日本語を読むことが必要であり、そのためには、学校図書館の充実とあわせて学級図書も重要。」としている。

## 学級図書の利点
- 短い休み時間、雨の日の休み時間、また図工の授業中などに皆より作業が先に終わった手持ち無沙汰の子供など、いつでも気軽に本を手に取ることができる。
- とくに小学校低学年は学級担任が図書室へ引率・監督しなくとも、教室の監視下で本を読ませることができる。
- 学級文庫は通常、図書室のような個人に対する貸し出し返却処理を行わない。そのため読もうと思えばすぐに読み始められ、おもしろくなければすぐに変えられる。とくに本が薄くて読み切る時間が早い、集中力が低く飽きっぽい小学生に適している。
- 各学年の学力に応じた内容（漢字の使用頻度・難易度やページ数）の本を揃えて学力レベルに応じられる。
- 「朝の読書」の時間（始業までの10分間読書）に読む本を持って来なかった場合も、代わりに読む本がある。
- 常に教室にあるため、面白い本や奇妙な本は口コミで広がって学級における一種の「ベストセラー」現象が起こり、本を手に取る子供が増える。
- 学級図書が「サンプル」として機能し、シリーズの続きや同じ作者の作品が読みたくなって図書室へ向かう子供もいる。
- 常に目にしているため、学級文庫にある本の題名や著者名を自然に覚える。

## 学級図書の欠点
- 図書室の予算が不足しており、学級図書の本棚や本まで考えられる余裕のある学校は少ない[4]。
- 図書登録やバーコード管理がされていないため、紛失しやすい。
- 学級文庫は一般的に学級担任が管理するため、自費で購入、整理、補修など教師側の負担が大きい。教室付属でなく担任が所有する学級文庫は、担任学年が変わると文庫の内容も変えなければならない。
- 文庫に置かれる本は担任の好みが反映されやすい。
- 数が限られ、読みたい本がみつかりにくい。要らないといって学級図書に献本されたものは学級の子供も読みたがらないことが多い。

## 学級図書の工夫内容
学級文庫の欠点を補うために様々な工夫がこらされている。本棚を自作、本は 図書館の廃棄品や各家庭の要らない本の寄付を募り
、十分な予算がなくとも蔵書数を増やすことは可能である。
蔵書の質を向上させるために、廃棄本や献本に頼らず、新書またはブックオフなどで新古書を購入する。購入資金はアルミ缶を集めて換金したり、ベルマークを集めたり
、物を販売するなどして積極的に集めている。PTAの予算が配分されることもある。
子供の興味を引くために、学級文庫にある本を担任が読み聞かせる。課題図書ではなく子供自身が読んでおもしろかったという子供による推薦書を置いたり、希望図書のアンケートを取るなど、子供が読みたい本を増やす努力をしている。学級の各グループが作った研究発表などを綴じて学級文庫に置くこともある。図書室から学級単位で本を借りて、文庫の本を入れ替えることもある。
公立図書館と連携し、長期団体貸出によって学級文庫用に質の良い大量の本を確保する学校もある。山口県宇部市、宮崎県串間市、沖縄県宮古島市など日本各地の自治体では移動図書館が地域内の学校を巡回し、学級図書用に団体貸し出し業務を行っている。
また子供を学級文庫係に就かせることで、本に親しみを持ち、同時に本の整頓・紛失防止などある程度の責任を持たせる教師もいる。学校図書室や公立図書館と連携する場合の貸し出し返却処理は、学級や学校に対してまとめて行う場合と、各児童に図書館カードを発行して個人に対して行う場合がある。

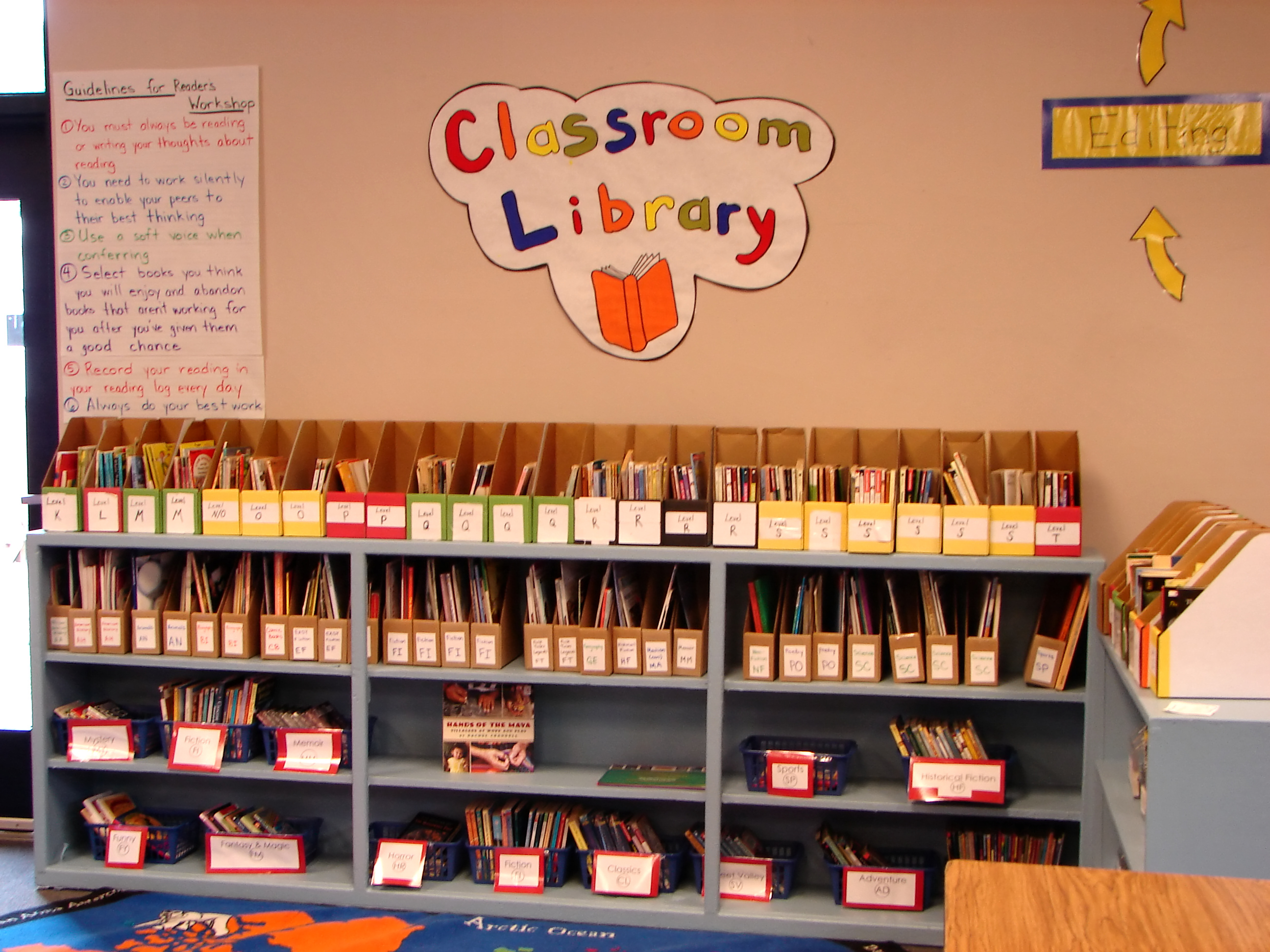
アメリカの小学校（おそらく3年生）の教室にある学級文庫。上段は読書レベルごとに分けられた本。その下にはジャンルごとに分けられ、楽しんで読んだり、調べものをする時に使う本が並ぶ。

## 北米における学級図書

### 概要
カナダやアメリカ合衆国では、小学校（幼稚園年長組を含む）から高等教育に至るまで、どの学校でも図書館学の修士号を持つ学校司書が図書室に常勤している。そのように恵まれた図書室があっても、とくに小学校では担任が管理する学級図書 (Classroom Library) が重要視されており、小学校のほぼ全教室に設置されている。
日本と北米の学級図書の主な相違点は、次の三つである。
- 読書レベルシステムの導入
- 出版業者との提携
- リラックスした読書環境

カナダやアメリカの公立小学校における読書教育は、情報検索と情報を引用するレポート作成という図書館情報学や書誌学の傾向が強い。そのため図書室で司書教諭 (Teacher-librarian またはlibrary media specialist) から受ける読書の授業のほかに、教室内でも担任による読書指導を受ける。ディスレキシアなど読書が困難である者はリーディング・スペシャリスト (Reading Specialist) から個人的な特別支援教育を受けることもできる。
学級文庫は語彙力を増やし読解力をつけ、読書レベルを上げる手段として最大限に利用されており、大半の小学校では毎日読書の宿題が出される。　読書の宿題用に学級文庫が児童に貸し出されており、一方図書室の本は主に余暇や趣味のための読書や、読書以外の教科の宿題（例えば理科のレポート）に利用されている。
児童は簡単な読書記録をつけている。これは重複した本を借りるのを避ける以外の目的も持つ。学級文庫はバーコード処理を施されていないが、読書記録が貸し出し記録も兼ねるため、紛失を防ぐことができる。また学級担任は児童の読書記録を調べ、本人がまだ読んだことのない本をみつけてコールド・リーディング（en 演劇学用語。リハーサルや事前勉強なしで音読）させ、次のレベルに進めるかどうかをテストすることがある。

### 読書レベル
児童・生徒個人の能力に合わせた読書訓練をレベルド・リーディング (Levelled Reading) という。これは学級全員が宿題として同じ本を読むのではなく、それぞれが自分にとって難しすぎず簡単すぎない（約90%程度正確に読める）読書レベル(Reading Level) の本に挑戦することで徐々に語彙や読解力を身に付けていくという方法である。読書レベルは、語彙量、文法知識、文の長さ、内容などを基本に本の難易度を設定している。
読書訓練に用いる本の大部分には読書レベルが印刷されており（数種類の読書レベルの値が併記されることが多い）、学級担任はレベルごとに棚を変えたり色のついたシールを貼るなどして整理している。レベルが判別できない本は学校司書のアドバイスを受け、司書の秘書やボランティアの保護者が整理作業を手伝うこともある。学級担任は定期的に子供の読書レベルを査定し、子供は自分のレベルの棚から本を選ぶ。読書レベルは教育出版社やソフトウェア会社などがデータを集積して作成しており、十種類以上ある。その中でもAR( Accelerated Reader）、RL(Reading Level)、Lexile、GRL(Guided Reading Level)などが一般的である。

### 学級文庫の内容
小学生の読書訓練に最も多く用いられる本は、読書レベルが印刷され、章ごとに構成されたチャプターブック (Chapter book)と呼ばれる本である。チャプターブックは一般的に安価な（市販価格で5ドル前後、学校への卸価格は1ドル未満からある）ペーパーバックの形態で販売されている。内容もドクター・スースの著書、『がまくんとかえるくん』、『エルマーのぼうけん』、『大草原の小さな家』（低いレベル向けに易しく短く書き直したものもある）といった古典から、マジック・スクール・バス、マジック・ツリーハウス、スーパーヒーロー・パンツマンなどの現代ベストセラー、ポケモンやディズニーのキャラクターもの、 フィクションだけでなく伝記や科学などノン・フィクションまで幅広い。そのため学級文庫には一つのレベルの中に多種多様な執筆スタイルやテーマの書物が含まれ、読書内容が偏らないように配慮されている。
学級文庫には、このような読書訓練を目的とする本のほかに、図鑑、辞書、ギネスブック、絵本、ホラー、ファンタジー、スポーツなど読書を楽しむためのペーパーバック、ハードカバーの本も数多く置かれている。
図書室からの貸し出し
担任所有の蔵書だけでなく、学習中のテーマに沿った本など担任のリクエストにもとづいて学校司書は適当な本を見繕い、各教室へ「配達」する。北米の小学校には日本の教科書に相当するものはなく、学区のガイドラインに沿っていれば担任教諭にカリキュラムを決める自由がある。そのため学級ごとに学習内容は多少異なり、授業関連の書籍をまとめて図書室から借りても他の学級に迷惑がかかることは少ない。図書室からの貸出本を定期的に入れ替えることによって、学級図書の内容はさらに充実したものになる。
購入や献本
もう一つの特徴として各学級とスコラスティック（en）などの大手の児童書・教育書出版社との密接な関係が挙げられる。大手出版社は学級担任を通して、保護者にハードカバー、チャプターブック、教材などを市販より多少安い値段で販売している。学級ごとに販売冊数が算出され、一定の冊数に達すると学級担任は業者から本や教材を無料で受け取ったり割引券を手に入れることができる。保護者が一定の支払いをして、その金額内で担任がカタログから自由に本を選べるシステムもある。
また多くの学校にはブック・フェアー (Book Fair)という児童や保護者を対象にした出版社の出張販売イベントが年1回程度開催されている。日本でも一部の私立校で実施されているが、出版社は特定のテーマの本や、推薦図書や人気本を集めて校内で販売する。予算のある学校では児童文学作家を招いて講演会を開き、作家の本をまとめて販売することもある。こういった販売イベントに各担任が学級図書用のリクエストを提出すると、保護者は子供が在籍する学級の図書を購入する。クリスマス、感謝週間 (Teacher Appreciation Week)、学年末などに保護者が担任に希望図書や書店のギフトカードを贈ることも頻繁にある。また読書レベルの上がった生徒が、読まなくなった低いレベルの新古書を寄付することもよくある。

### 学級文庫の読書環境

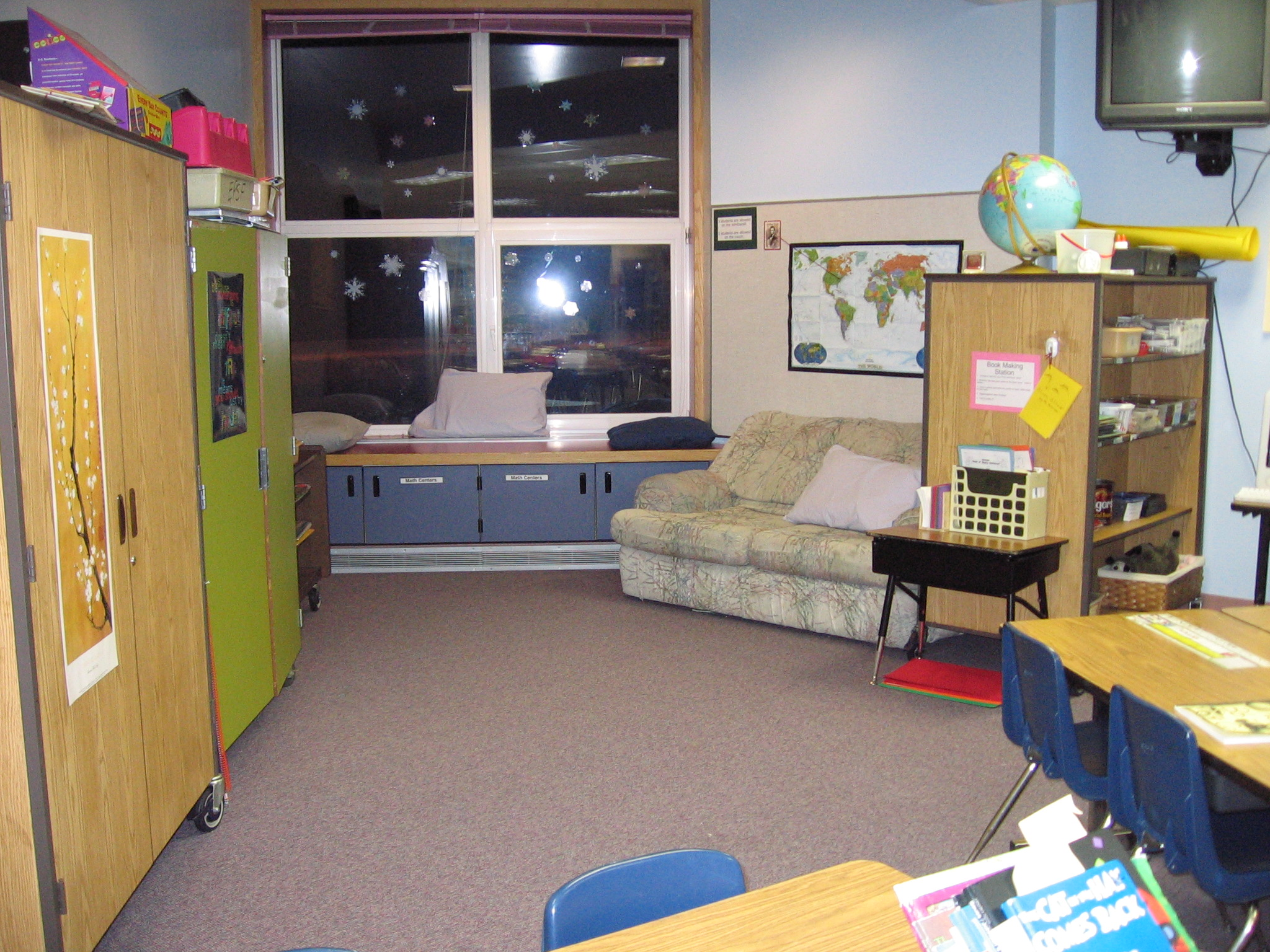
教室の片隅の読書エリア。ソファやクッションが置かれている。

教室での読書は、静かに読むというルールさえ守られていれば、本を読む場所や姿勢などは問われない。日本と異なり、学級担任は毎年同じ学年を受け持ち、教室も移動しない。そのため教室の本棚、装飾、小さな家具など思いのままに設置できる。読書を生活の一部として楽しむ習慣を作るため、担任はリラックスした雰囲気づくりに様々な工夫をこらす。学級文庫の前に敷かれたカーペットの上に寝転がる、ロッキングチェアやビーンバッグ・チェアと呼ばれるビーズの入った大きなクッションに座る、小型テントの中に入るなど、児童たちは様々な体勢で本を読む。読書中に軽い背景音楽を流す教師もいる。
また読み聞かせは、担任だけではなく、同じ読書レベルの2人をペアにして読み聞かせ合い、あるいは下の学年の教室を訪れて下級生とペアになって読み聞かせをすることもある。また、数は少ないが、アニマルセラピーと組み合わせた、Literacy Dog（読書犬）、Reading Education Assistance Dog（R.E.A.D. 読書教育援助犬）などという名称のセラピー犬の訪問を受ける学校もある。セラピー犬は主に子供の読み聞かせの相手となる訓練を受けており、学校や図書館で活動する。どもっても間違っても黙って聞いていてくれる犬を相手に子供はリラックスして読むことができ、読み終わったら犬といっしょに遊ぶこともある。